# Marina Matulović Dropulić
Marina Matulović Dropulić (ur. 21 czerwca 1942 w Zagrzebiu) – chorwacka polityk i architekt, parlamentarzystka, w latach 1995–1996 i 2003–2010 minister, od 1996 do 2000 burmistrz Zagrzebia.

## Życiorys
W 1961 została absolwentką szkoły średniej, a w 1967 ukończyła studia z zakresu architektury na Uniwersytecie w Zagrzebiu. W latach 1967–1985 pracowała jako projektantka, kierownik budowy i dyrektor techniczny przedsiębiorstwa GK Međimurje Čakovec, była też dyrektorem departamentu w instytucie budownictwa IGH.
W latach 1985–1990 pełniła funkcję dyrektora wydziału budownictwa, mieszkalnictwa i spraw miejskich w administracji Zagrzebia. Następnie zajmowała stanowiska wiceprzewodniczącej miejskiego komitetu wykonawczego (1990–1993) i zastępczyni burmistrza chorwackiej stolicy (1993–1995). Od stycznia 1995 do grudnia 1996 sprawowała urząd ministra planowania przestrzennego, budownictwa i mieszkalnictwa w rządach, którymi kierowali Nikica Valentić i Zlatko Mateša.
W 1996 odeszła z rządu w związku z powołaniem na burmistrza Zagrzebia. Jej nominacja zakończyła kryzys polityczny wynikający z tego, iż prezydent Franjo Tuđman odmawiał zatwierdzenia innych kandydatów. Marina Matulović Dropulić miejską administracją kierowała do 2000. W tym samym roku po raz pierwszy uzyskała mandat posłanki do Zgromadzenia Chorwackiego z ramienia Chorwackiej Wspólnoty Demokratycznej. Z powodzeniem ubiegała się o reelekcję w wyborach w 2003 i 2007.
W grudniu 2003 otrzymała nominację na ministra ochrony środowiska w pierwszym rządzie Iva Sanadera. Utrzymała tę funkcję również w utworzonym w styczniu 2008 jego drugim gabinecie, a także w lipcu 2009 w nowym rządzie z Jadranką Kosor na czele. Została odwołana z tego stanowiska podczas rekonstrukcji gabinetu w grudniu 2010. Dokończyła następnie kadencję poselską, po czym w 2011 zrezygnowała z aktywności politycznej.